# Санту-Антониу (Макао)

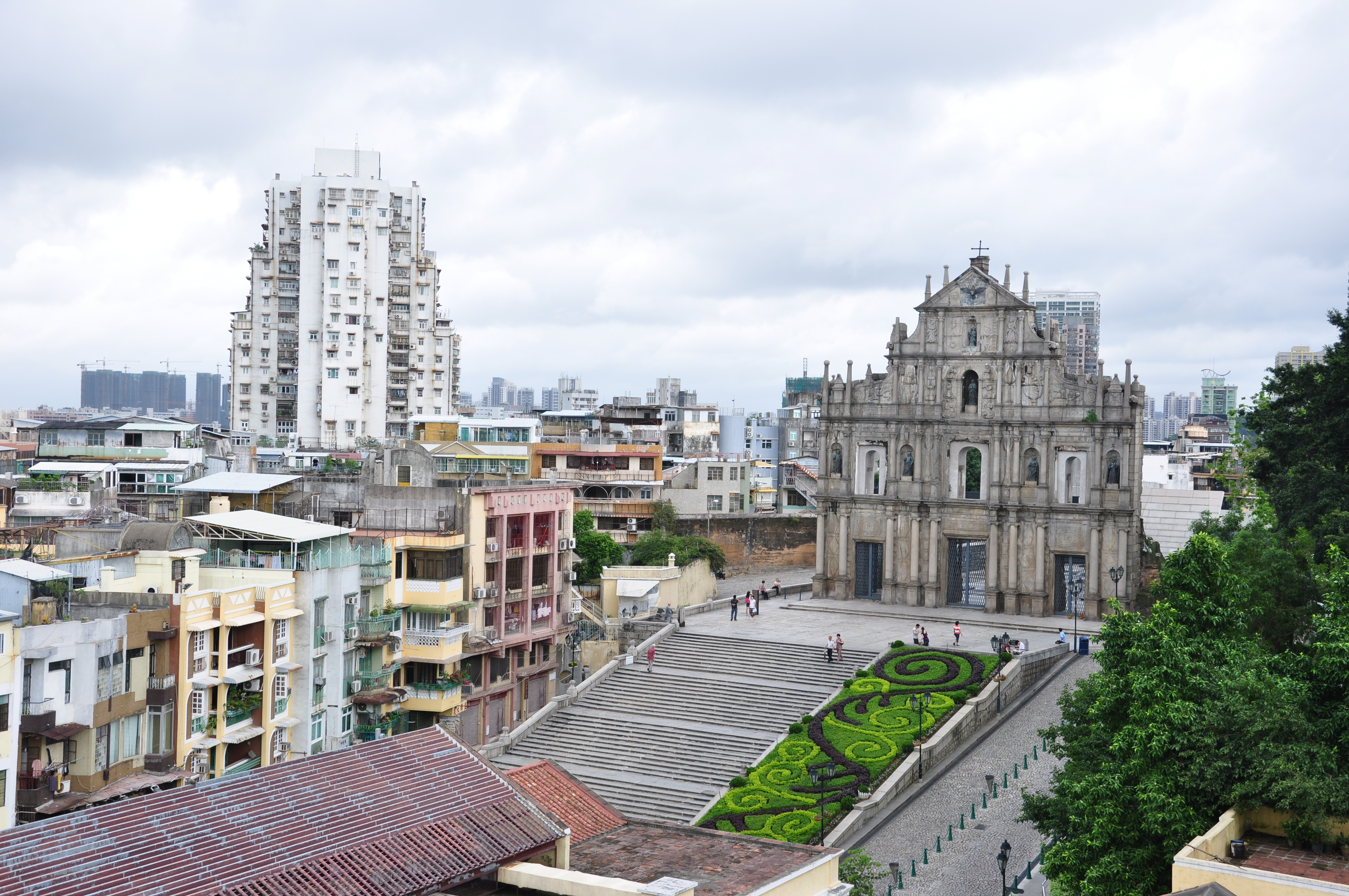
Руины бывшего кафедрального собора Святого Павла

Санту-Антониу (Фавон, иер. трад. 花王堂區, упр. 花王堂区, ютпхин: Faa¹wong⁴ Tong⁴keoi¹, йель: Fāwòhng Tòhngkēui, кант.-рус.: Фавон Тхонкхёй, пиньинь: Huāwáng Tángqū, палл.: Хуаван Танцюй, порт. Santo António) — округ Макао, расположенный в центральной части одноимённого полуострова. На севере граничит с округом Носса-Сеньора-ди-Фатима, на востоке — с округом Сан-Лазару, на юге — с округом Се, на западе ограничен водами небольшого залива.
Площадь района — 1,1 кв. км, население — более 120 тыс. человек (он является самым густонаселенным районом Макао и всего Китая). Значительная часть территории Санту-Антониу в результате насыпных работ отвоёвана у моря. Кое-где между жилой и торговой застройкой сохранились мелкие традиционные предприятия и мастерские. Сегодня в состав района входят кварталы Сагон, Санькио и Патане.

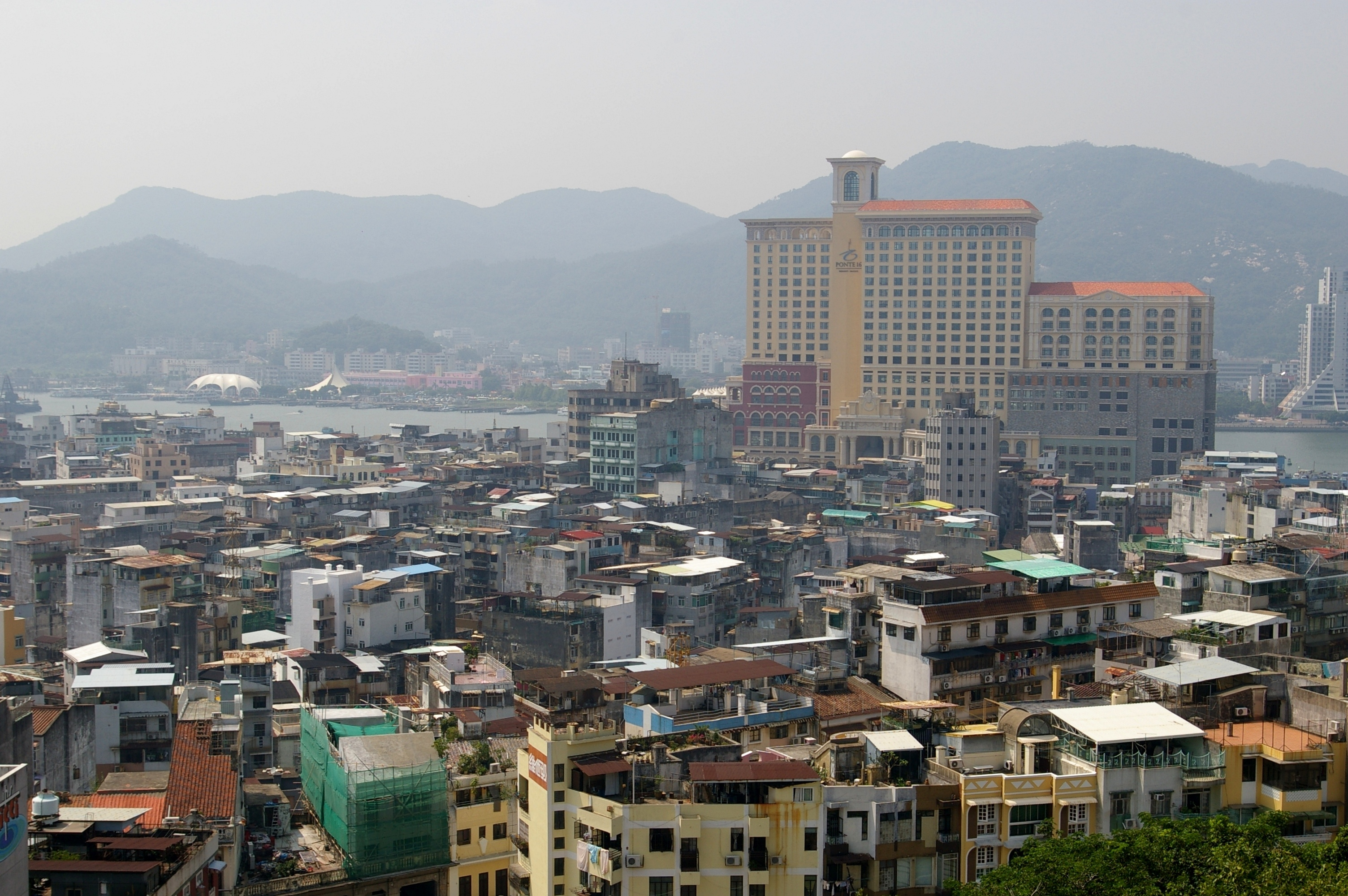
Отель Ponte 16, построенный на месте причалов

Вплоть до 70-х годов XX века район внутренней гавани был экономическим центром Макао, но постепенно здешняя коммерческая деятельность стала сворачиваться, особенно после переноса паромного терминала. Хотя у причалов Санту-Антониу до сих пор швартуются паромы из Гуанчжоу и плавучие казино, всё больше земель вдоль побережья отводится под высотные отели, казино, торговые и жилые комплексы.
В южной части округа находятся руины бывшего кафедрального собора Святого Павла. Собор был построен в 1582—1602 годах иезуитами и изгнанными с родины японскими христианами, он считался крупнейшим католическим храмом Азии того времени. В 1835 году собор вместе с соседней Коллегией Святого Павла, основанной в 1594 году (старейшее учебное заведение западного образца на Дальнем Востоке), были уничтожены пожаром. Сохранились лишь южный фасад, монументальная лестница, ведущая к нему, и некоторые захоронения. В 2005 году в составе исторического центра Макао руины собора были внесены в список объектов Всемирного наследия ЮНЕСКО.

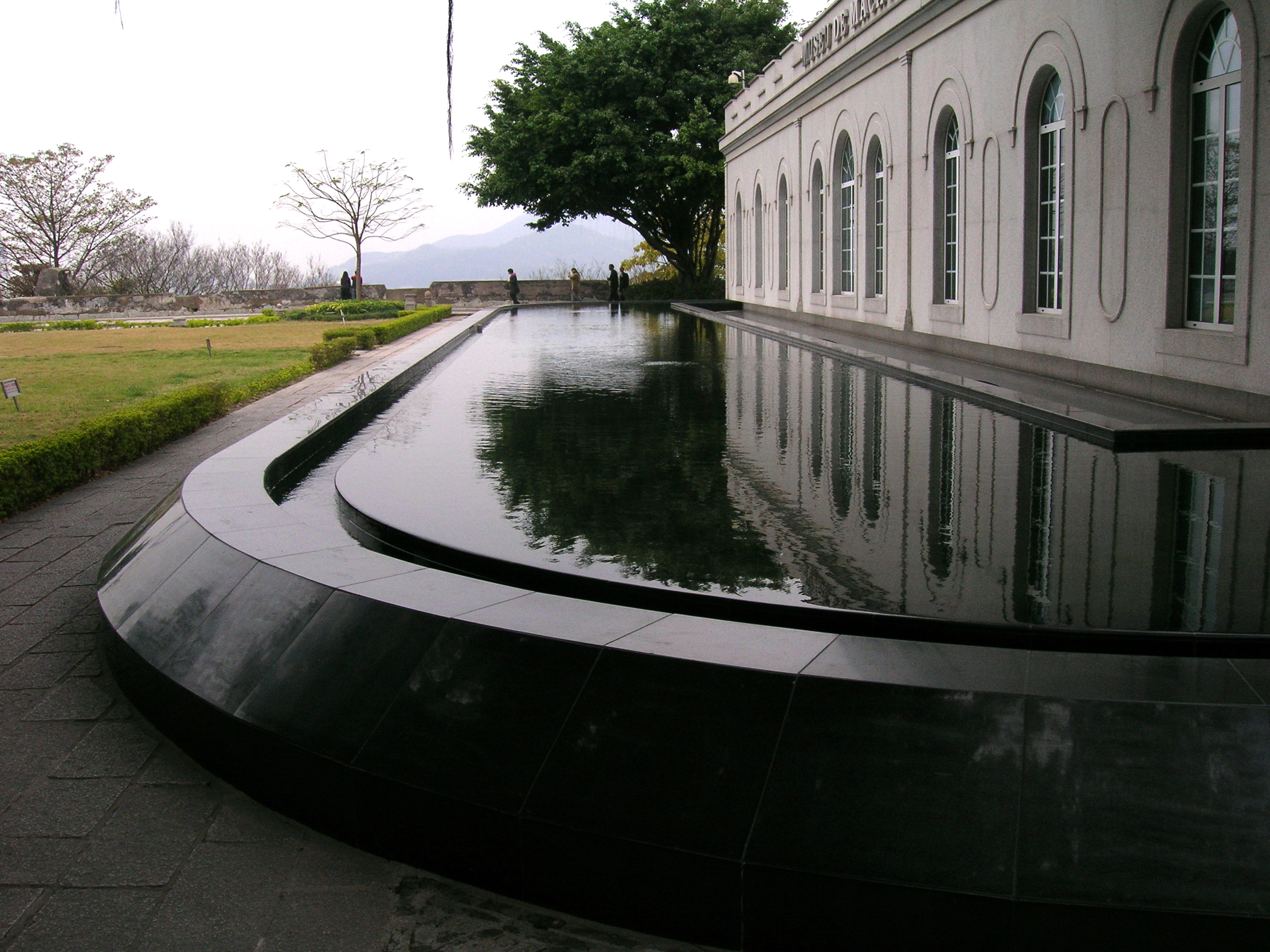
Музей Макао

Рядом с руинами собора расположены буддийский храм Начха (1888), музей сакрального искусства и музей Макао. Музей сакрального искусства демонстрирует крипту с останками японских и вьетнамских мучеников, а также предметы религиозного культа XVI—XIX веков. Музей Макао находится на Крепостной горе, где иезуиты в первой трети XVII века построили укрепления, служившие главным городским фортом и первой резиденцией губернатора колонии. В 1965 году форт был преобразован в метеорологическую станцию и позже открыт общественности. В 1998 году на месте форта открылись два подземных и один наземный уровни исторического музея Макао. Вокруг музея расположены часовня, построенная в 1740 году, парк со смотровой площадкой и старинными пушками.
Католическая церковь Святого Антония была основана в 1565 году возле первой резиденции ордена иезуитов (перестроена в 1638 году в камне, после чего несколько раз реконструирована). Она является любимой церковью молодоженов и по-китайски известна как «Церковь Цветов». Рядом с церковью расположены старое протестантское кладбище, протестантская часовня (или часовня Моррисона), построенная в 1922 году, и сад Каса-Гарден. Старое протестантское кладбище было основано британцами в 1821 году и закрыто в 1858 году (кроме британцев на нём хоронили граждан США, Нидерландов, Дании, Швеции и Германии). Сад Каса-Гарден, заложенный в 1770 году как резиденция богатого португальского купца, затем служил отделением британской Ост-Индской компании в Макао. Сегодня в старинном особняке расположена штаб-квартира местного отделения «Фонда Востока» с музеем Луиса де Камоэнса и художественной галереей.
К Каса-Гарден примыкает старинный парк Камоэнс, на территории которого в несохранившемся до нашего времени доме жил португальский поэт Луис де Камоэнс (в центре парка в 1886 году был установлен бюст великого португальца и мемориальная плита с высеченными на ней стихами). В парке собираются любители шахмат, маджонга, гимнастики тайцзи и певчих птиц.
Вдоль побережья расположены пристани, муниципальный рынок Патане и комплекс Ponte 16 Resort Macau, построенный на месте причалов старого рыболовецкого порта (в него входят 20-этажный отель Sofitel, открытый в 2008 году, казино, магазины, рестораны и музей Майкла Джексона). Также в районе расположены католическая церковь Святого Франциска Ксаверия (1951) с примыкающим к ней домом престарелых, католический колледж Святого Сердца, евангелистская церковь, храм Линькай XVII века, храм Паукун, больница Кянву, центр здравоохранения Файчикэй, Красный рынок.